# قهوه ترک
قهوهٔ ترک، شیوه‌ای برای سرو قهوه است که دانه‌های برشته‌شده و سپس کاملاً پودر شدهٔ قهوه در قهوه‌جوشی به نام جذوه جوشانده و در فنجان سرو می‌شوند. دانه‌های پودر شدهٔ قهوه در فنجان می‌توانند ته‌نشین شوند. می‌توان برای طعم دادن به قهوه از شکر استفاده کرد. این شیوهٔ سرو قهوه در خاورمیانه، شمال آفریقا، قفقاز و بالکان دیده می‌شود. قهوهٔ ترک روشی برای آماده‌سازی قهوه است و به معنای قهوه کشت شده در ترکیه نیست،این قهوه به دلیل علاقه و مصرف زیاد در کشور ترکیه به قهوه ترک معروف است.

## پیشینه
برخلاف افسانه‌های قدیمی دربارهٔ خاستگاه آفریقایی قهوه که به کرات هم تکرار می‌شوند، قدیمی‌ترین مدارک مستدل موجود که به طرز غیرقابل انکاری بر نوشیدن قهوه دلالت دارند، تنها به اواسط قرن پانزدهم میلادی در خانقاه‌‌های یمن بازمی‌گردند. تا سال ۱۵۱۰ میلادی، قهوه در مراکز بزرگ اسلامی همچون قاهره و مکه در میان تمامی قشرهای جامعه به یک نوشیدنی رایج تبدیل شده بود. در دههٔ ۱۶۴۰ ابراهیم چپوی، تاریخ‌نگار عهد عثمانی از باز شدن اولین قهوه‌خانه در استانبول حکایت کرده‌است.

تا سال ۹۶۲ (۵۵–۱۵۵۴) در شهر قسطنطنیه و همچنین در سرتاسر قلمرو عثمانی، نشانی از قهوه و قهوه‌خانه نبود. در همان سال‌ها بود که مردی از حلب به نام حاکم و مردی از دمشق به نام شمس به شهر آمدند: هر کدام از آن‌ها مغازه‌ای بزرگ در منطقهٔ تحت قلعه باز کردند و قهوه تهیه و تدارک دیدند.

در این اواخر، نوشیدن سنتی قهوهٔ ترک به دلیل رشد فزایندهٔ دیگر نوشیدنی‌های داغ نظیر چای، قهوهٔ فوری و دیگر شیوه‌های نوین نوشیدن قهوه کاهش یافته‌است.

## رسوم و سنن

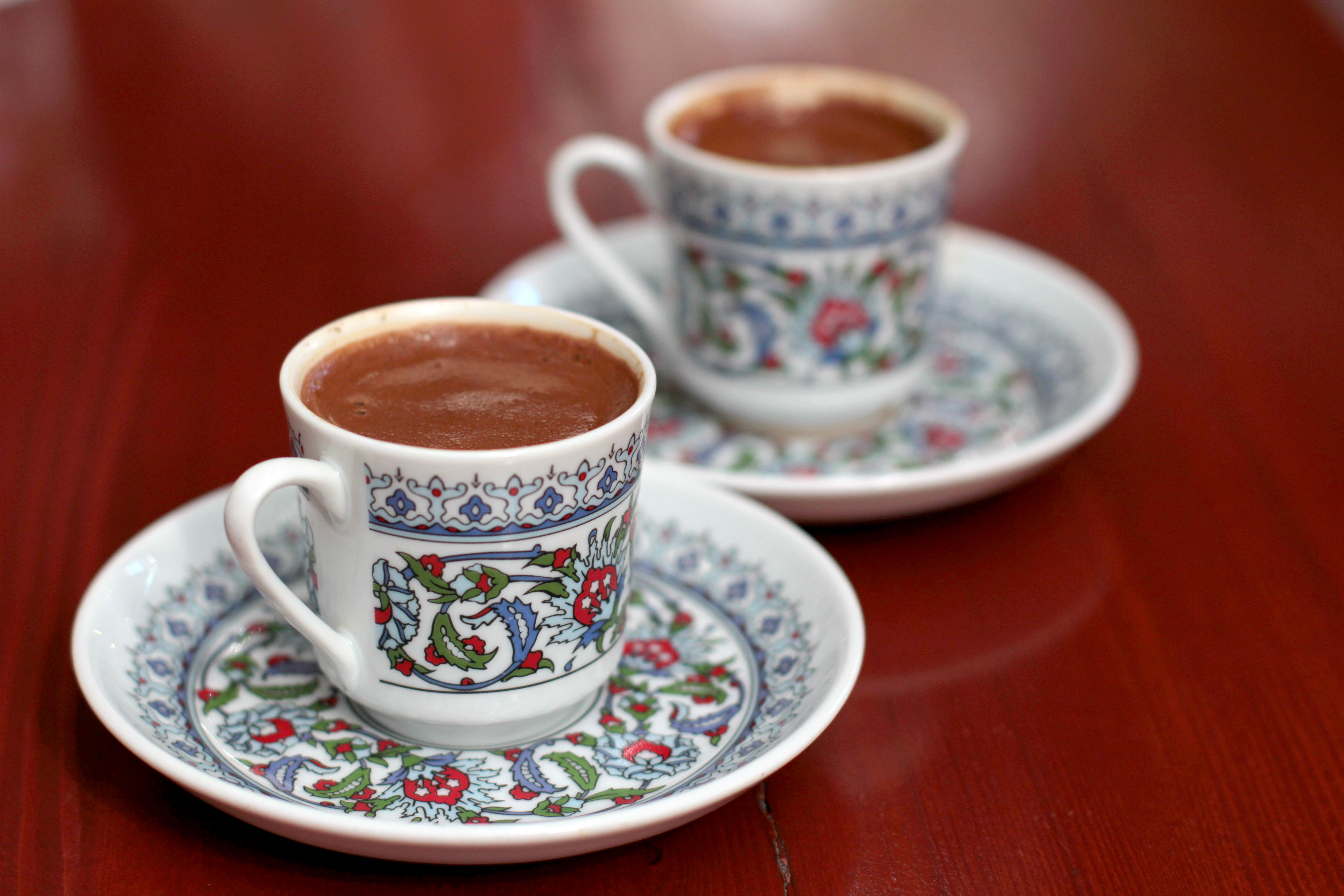
قهوهٔ ترک

علاوه بر آن‌که قهوهٔ ترک یک نوشیدنی روزمره در ترکیه به حساب می‌آید، جزئی از سنت ازدواج در این کشور نیز محسوب می‌شود. به عنوان پیش‌درآمدی بر ازدواج، خانوادهٔ داماد می‌بایست از خانوادهٔ عروس دیدار کنند و اجازهٔ ازدواج را از آن‌ها بگیرند. در حین مراسم خواستگاری، عروس می‌بایست برای مهمانان قهوهٔ ترک آماده و سرو کند. عروس در قهوهٔ داماد به جای شکر، نمک می‌ریزد تا شخصیت داماد را بسنجد. اگر داماد قهوهٔ نمکین را بدون بروز هیچ نشانه‌ای مبنی بر رنجش یا نارضایتی بنوشد، عروس فرض را بر این می‌گذارد که داماد خوش‌خلق و صبور است.

## تجهیزات
قهوهٔ ترک معمولاً با استفاده از قهوه‌جوش کوچکی به نام جذوه، قاشق چای‌خوری، و دستگاه گرمازا آماده و در فنجان سرو می‌شود. موارد مورد نیاز برای تهیهٔ آن شامل قهوهٔ کاملاً خردشده، گاهی هل سبز، آب سرد و در صورت نیاز شکر است. برخی از فنجان‌های مدرن دسته دارند، حال آن‌که فنجان‌های سنتی دسته نمی‌داشتند در نتیجه برای نوشیدن قهوه، فنجان را می‌بایست با نوک انگشتان نگه می‌داشت یا آن‌طور که بیشتر رواج داشت، فنجان را در ظرفی فلزی و دسته‌دار گذاشت و قهوه را نوشید.
به صورت سنتی، قهوه‌جوش از مس ساخته می‌شود و دسته‌ای چوبی دارد، با این وجود از دیگر فلزات همچون آلومینیم به همراه پوششی نچسب نیز برای ساخت جذوه استفاده می‌کنند. اندازهٔ قهوه‌جوش به‌گونه‌ای انتخاب می‌شود که متناسب با مجموع حجم فنجان‌های مورد استفاده باشد، زیرا استفاده از قهوه‌جوش بزرگ باعث می‌شود که اکثر کف حاصل به دیوارهٔ داخلی قهوه‌جوش بچسبد. از قاشق چای‌خوری هم برای هم‌زدن و هم برای اندازه‌گیری میزان قهوه و شکر مورد نیاز استفاده می‌شود. ممکن است قاشق‌های چای‌خوری در برخی از کشورها بسیار بزرگ‌تر از اندازهٔ معمول قاشق‌های چای‌خوری در کشورهایی باشد که نوشیدن قهوهٔ ترک در آن‌ها رایج است. به‌طور معمول قسمت گودمانند قاشق‌های چای‌خوری، یک سانتی‌متر طول و نیم سانتی‌متر عرض دارد.
برای جوشاندن قهوه از حرارت نسبتاً کم استفاده می‌شود تا قهوه فوراً به جوش نیاید؛ زیرا که دانه‌های قهوه باید به اندازهٔ کافی در آب داغ بمانند تا مزهٔ خود را پس بدهند. در یک محیط مدرن، یک دستگاه گرمازای الکتریکی یا گازی مناسب است. منابع گرمازای سنتی شامل خاکه‌های نیمسوز زغال، یا یک سینی با عمق ۱۰ سانتی‌متری است که پر از شن شده‌است. سینی بر روی مشعل قرار می‌گیرد و هنگامی که شن‌ها داغ شدند، قهوه‌جوش را درون شن‌ها قرار می‌دهند. بدین شکل گرما به‌طور مساوی و آرام‌تری به قهوه‌جوش منتقل می‌شود.

## آماده‌سازی

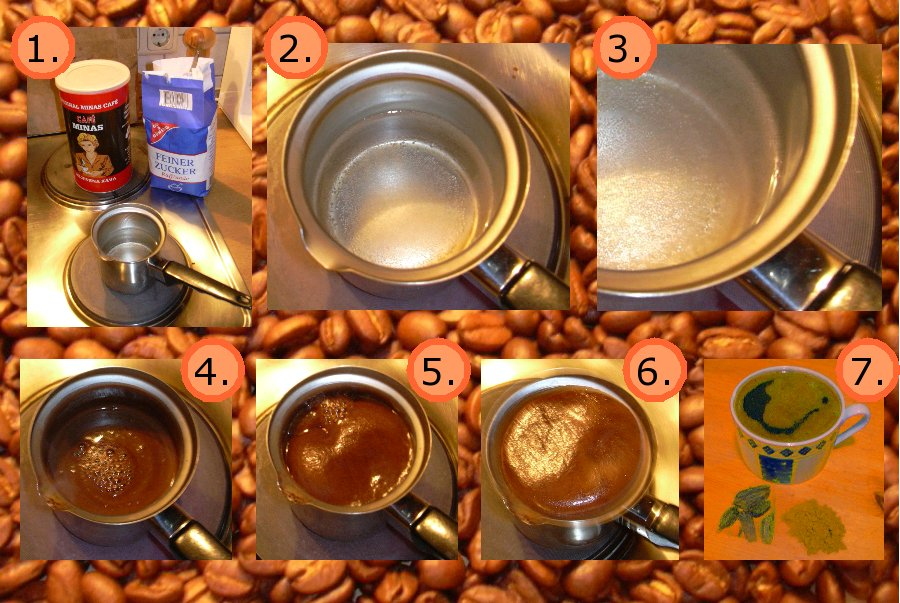
آماده‌سازی قهوهٔ ترک

قهوهٔ ترک به شیوهٔ خاصی از آماده‌سازی قهوه گفته می‌شود، در نتیجه برای آماده‌سازی قهوهٔ ترک نیازی به نوعی خاص از دانه‌های قهوه نیست. دانه‌های قهوهٔ ترک بیشتر از هر روش دیگری تا بیشترین حد ممکن خرد و ریز می‌شوند.
بهترین قهوهٔ ترک از دانه‌های قهوه‌ای آماده می‌شود که به‌تازگی برشته شده‌اند و درست پیش از جوشاندن، آسیاب می‌شوند.
در کل، آماده‌سازی قهوهٔ ترک شامل فروکردن قهوهٔ آسیاب‌شده در آب داغ (اما نه جوش) برای مدت زمان کافی است تا قهوه طعم و مزهٔ خود را پس بدهد. زیاد جوشاندن قهوه باعث می‌شود که قهوه مزهٔ نامطبوع «سوختگی» یا «جوشیدگی» بگیرد ولی با جوشاندن قهوه به صورت کاملاً مختصر می‌توان از این مزهٔ نامطبوع جلوگیری کرد.
میزان آب سرد مورد نیاز را می‌توان از روی تعداد فنجان‌های قهوهٔ مورد نیاز تعیین کرد (هر فنجان تقریباً ۹۰ میلی‌لیتر) و به ازای هر فنجان آب، بین یک تا دو قاشق چای‌خوری قهوه نیاز است. معمولاً قهوه و شکر را از ابتدا درون قهوه‌جوش نمی‌ریزند، بلکه آن‌ها را به آب اضافه می‌کنند.
در ترکیه چهار درجه از شیرینی مورد استفاده قرار می‌گیرد. این چهار درجه از قرار زیرند: ساده (ساده؛ بدون شکر)، آز شکرلی (کم‌شکر؛ نصف قاشق چای‌خوری)، اُرتا شکرلی (شکر متوسط؛ یک قاشق چای‌خوری)، و چُک شکرلی (پرشکر؛ یک و نیم یا دو قاشق چای‌خوری).
قهوه و شکر به میزان دلخواه را تا زمانی که قهوه کاملاً درون آب فرورود و شکر کاملاً حل شود باید به هم زد. سپس قاشق را بیرون می‌آورند و قهوه‌جوش را روی حرارت ملایم می‌گذارند. اگر حرارت بالا باشد، قهوه به‌سرعت به جوش می‌آید و زمان کافی برای آن‌که قهوه مزهٔ خود را پس دهد حاصل نخواهد شد. از این مرحله به بعد نباید قهوه را هم زد زیرا که کف حاصله از بین خواهد رفت. درست به محض این‌که قهوه به جوش آمد، قهوه‌جوش را از روی حرارت برمی‌دارند. معمولاً برای مدت زمان کوتاهی قهوه را از حرارت دور نگه می‌دارند و سپس برای بار دوم و سوم آن را به جوش می‌آورند و در نهایت آن را در فنجان‌ها می‌ریزند.
به دست آمدن کلفت‌ترین لایهٔ کف ممکن، اوج هنر قهوه درست کردن به حساب می‌آید. یک راه برای هرچه ضخیم شدن لایهٔ کف، ریختن قهوه به آرامی و بالابردن قهوه‌جوش حین قهوه ریختن است. فنجانی که ضخیم‌ترین لایهٔ کف را دارد بهترین فنجان در نظر گرفته می‌شود.
قهوهٔ ترکی که خوب آماده شده باشد، کف ضخیمی (کُپوک در ترکی) رویش دارد و ذرهٔ قابل مشاهده‌ای از قهوه در کف یا مایعش وجود ندارد. می‌توان حدود ۲۰ ثانیه قهوه را در حالت جوش روی حرارت نگه داشت تا قهوه به‌خوبی طعمش را پس بدهد، اما در این صورت کف قهوه کاملاً از بین خواهد رفت. برای رفع این مشکل می‌توان کف قهوه را به محض جوش آمدن برداشت و درون فنجانها ریخت و مابقی را حدود ۲۰ ثانیه جوشاند. در این صورت باید بسیار دقت کرد تا تنها کف را درون فنجان‌ها ریخت و نه ذرات معلق را.
روش دیگر تهیه قوه ترک که به آن قهوه ترک شنی میگویند در این روش تمام مراحلی که در مرحله قبل گفته شد را باید انجام داد. فقط در این روش به جای حرارت مستقیم شعله گاز از شن های داغ استفاده می شود، که قهوه به دست امده در این روش معروف به قهوه ترک شنی است.
شن های حرارت دیده و بسیار داغ آماده می شود، سپس قهوه جوش مسی در میان شن ها قرار داده می شود. در این روش حرارت به صورت یکسان به کل ظرف قهوه جوش می رسد و قهوه به دست آمده دارای طعم و عطر فوق العاده ای است.

## نوشیدن
قهوهٔ ترک در حالی که بسیار داغ است، نوشیده می‌شود و معمولاً با یک لیوان آب سرد سرو می‌شود تا دهان تازه شود و طعم قهوه بهتر حس شود. به‌صورت سنتی در کنار قهوهٔ ترک، راحت‌الحلقوم نیز سرو می‌شود. در سواحل مدیترانهٔ ترکیه، ممکن است مغز پسته نیز به قهوه اضافه شود. تمام ذره‌های قهوه‌ای که در قهوه‌جوش موجود است درون فنجان‌ها ریخته می‌شود، اما همهٔ آن‌ها خورده نمی‌شود. لایهٔ ضخیم ذرات قهوه که در ته فنجان می‌ماند، خورده نمی‌شود. در ترکیه سنتی ترین روش سرو آن در فنجان های بدون دسته به نام «فینکن» است، به همین دلیل آن ها را در ظرفی فلزی به نام «زارف» قرار می دهند تا بتوانند آن را در دست گرفته و بنوشند.

## مطالعهٔ بیشتر
- Malecka Anna, How Turks and Persians drank Coffee, Turkish Historical Review 6/2 (2015)